# Оттон, Луи Сезар
Оттон, Луи Сезар (Людвиг Цезаревич) (1822—1894) — архитектор, общественный деятель, представитель известной в Одессе архитектурной династии Оттонов.

## Биография
В Одессу прибыл в начале 1820-х годов вместе с отцом, известным ресторатором, которого вспоминал А. Пушкин в приложениях к роману «Евгений Онегин»:

«…легкое вино

Из погребов принесено

На стол услужливым Отоном».
Чтобы получить право на официальную архитектурную деятельность выполнил проект театра, за который в 1850 году Петербургская Академия художеств присвоила ему звание неклассного художника с правом проектировать сооружения.
Строил по частным заказам. В начале своей деятельности придерживался стиля ампир.

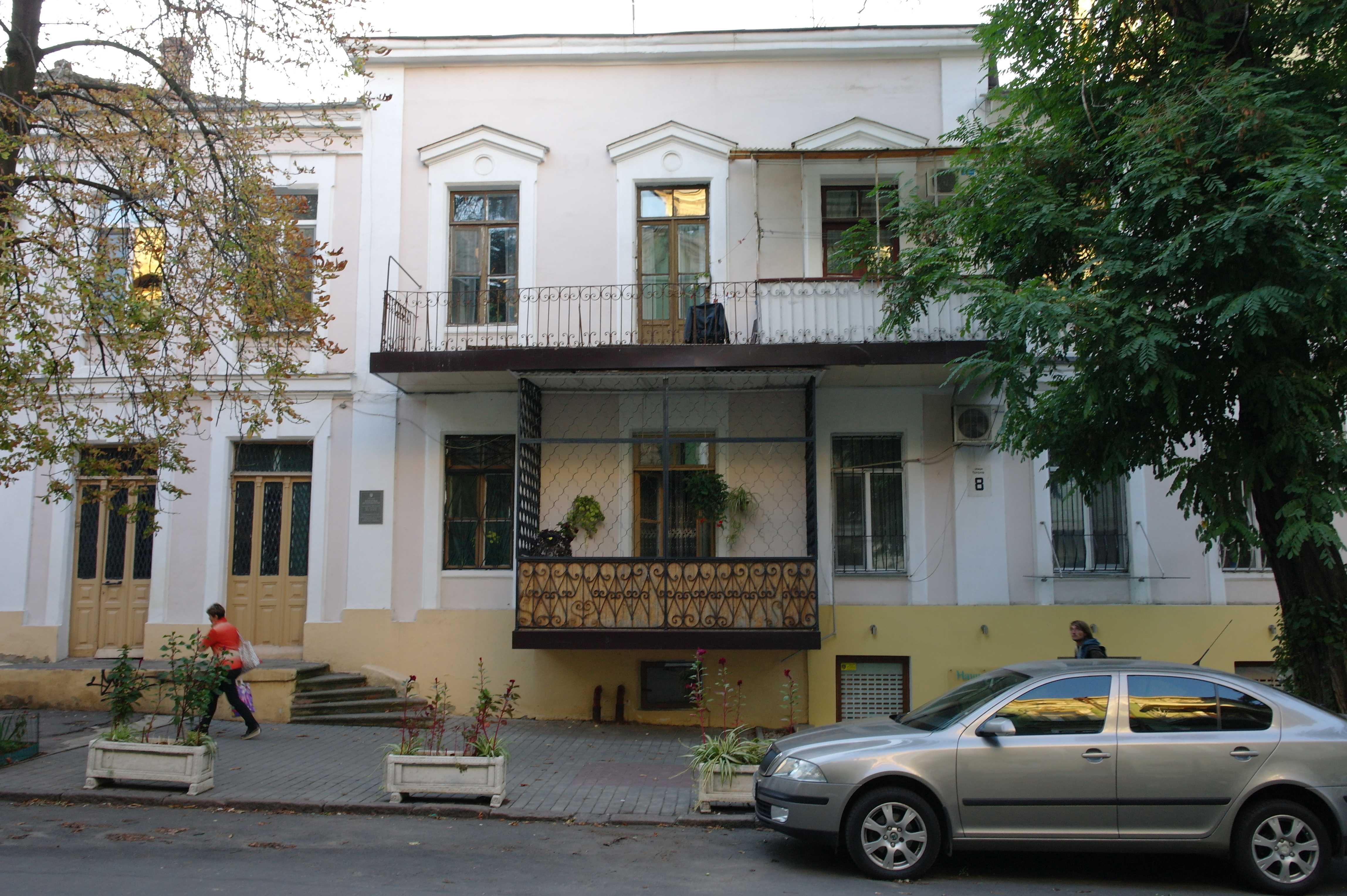
Собственный дом

Перестроил под собственный дом № 2 (архитектор Д. Круг, 1828) на углу Казарменного (ныне — Некрасова) переулка и ул. Надеждинской (ныне — Гоголя).
Расцвет творчества пришёлся на 1840—1850-е годы, когда он искусно оперировал стилевыми формами французского барокко и рококо. В последующие десятилетия XIX в. продолжал заниматься частной практикой, но его здания уже мало чем отличались от сооружений рядовых мастеров. Использовал общепринятые формы неороссийского стилевого направления, неоренессанса и необарокко.
Принимал активное участие в общественной жизни. В 1850-е годы — действительный член Общества сельского хозяйства, с 1857 — член корреспондент Одесского общества истории и древностей (впоследствии действительный член), с 1861 — член попечительского комитета школы при католической церкви, с 1867 — член общества в пользу французов в Одессе. Был избран гласным 1-й городской думы, работал членом постоянной ревизионной комиссии в Думе (с 1873), членом комиссии по асфальту (с 1874). Являлся членом Одесского городского кредитного общества. Был одним из основателей Одесского общества изящных искусств (1865) и его активным членом.

## Известные постройки

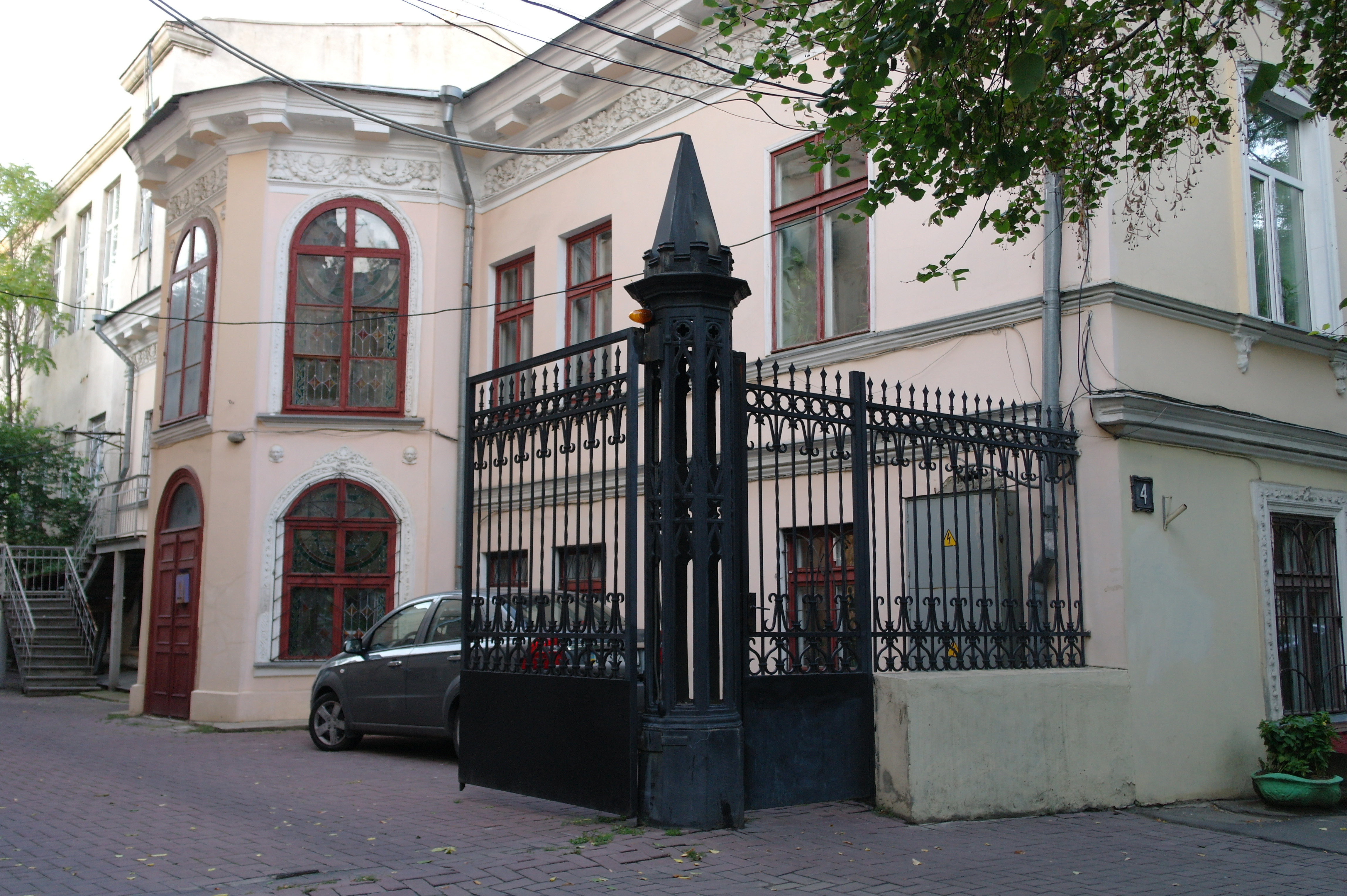
Особняк Абомелика

Особняк Абомелика на углу ул. Надеждинской (Гоголя) № 18 и Малого переулка № 4, выдержан в стиле ампир (сер. XIX в., соавтор К. Даллаква).

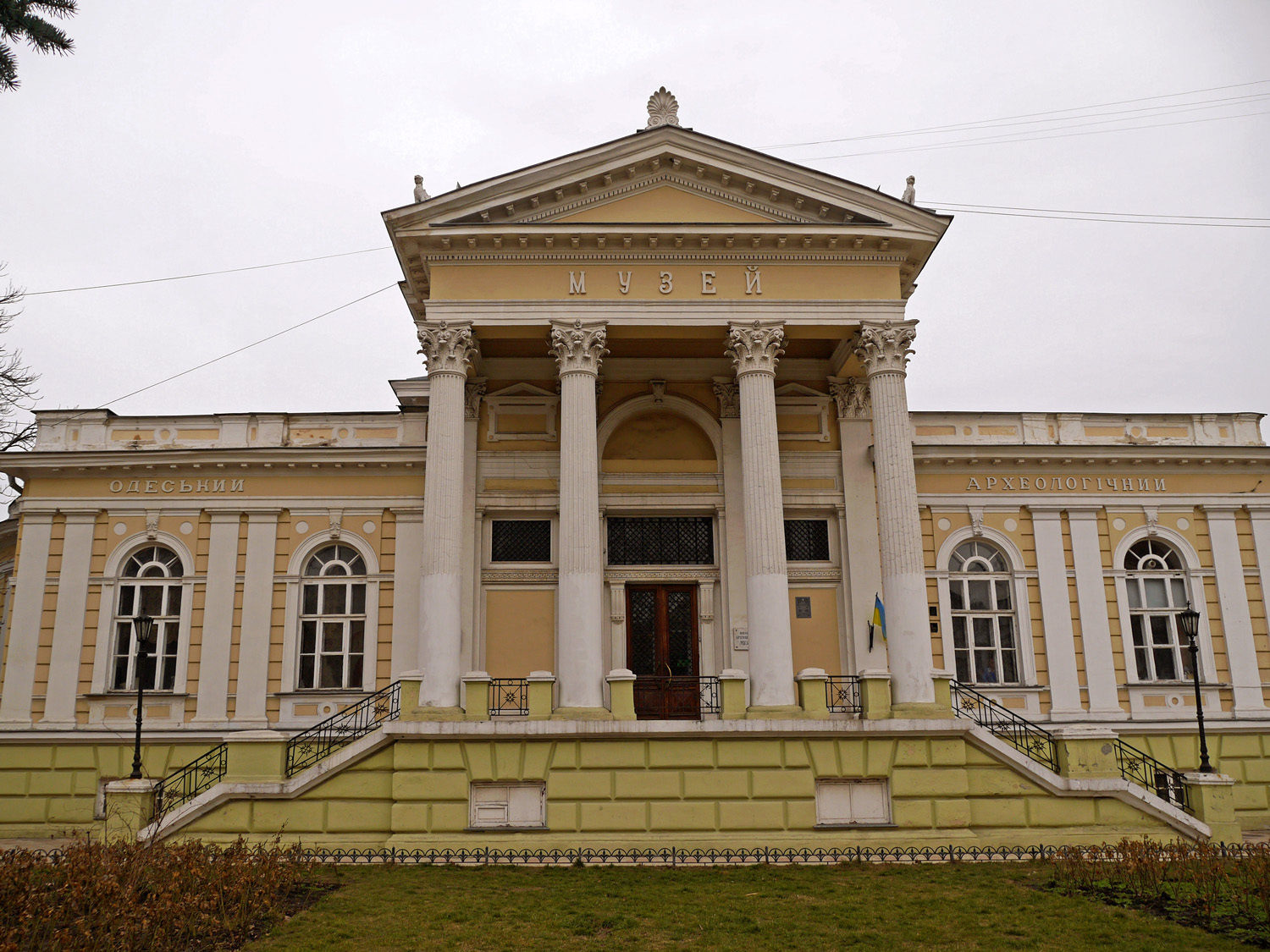
Одесский археологический музей

Ланжероновская улица, д. 2 — бывший дворец князей Гагариных (1842—1850)
Ланжероновская улица, д. 4 — Одесский археологический музей (1850-е)
Дворец купца Абазы на углу улиц Пушкинской № 9 и Греческой № 16 (1856—1858),
Дом Маразли на углу улиц Пушкинской № 4 и Дерибасовской № 8 (1856).
Принимал участие в отделке дворца Толстого на улице Сабанеев мост (сер. XIX в., архитектор Дж. Торичелли, 1830).
Успенская церковь и дом причта на ул. Преображенский № 70 (1855—1869, отделочные работы закончились в 1875),
Корпус духовной семинарии при Успенском мужском монастыре близ Одессы (1867, соавтор Ф. Маас),
Родильный приют на углу улиц Старопортофранковской и Градоначальницкой (1876, соавтор Д. Тележинский).
Греческое девичье училище Родоконаки на ул. Троицкой № 37 (1874),
Доходный 2-этажный дом Баржанской на углу улиц Ришельевской и Троицкой № 35 (1875),
Жилой 2-этажный дом Барского в Базарном переулке (1875),
Доходный 3-этажный дом Дмитренко на Базарной ул. (1875),
Доходный 3-этажный дом Рокко на углу ул. Садовой и Соборной площади (перестройка, 1875),
Дом Гольдмана на ул. Манежной № 10 (1887),
Жилой 2-этажный флигель на Малой Арнаутской № 110 (1888),
Доходный дом на углу улиц Княжеской № 4 и Ямской (ныне — Новосельского, II пол. XIX в.),
Особняк Чижевича на ул. Садовой № 8 (1893),
Доходный дом на ул. Херсонской (ныне —Пастера) № 18 (1893).